# Ceratodon venezuelensis
Ceratodon venezuelensis är en bladmossart som beskrevs av C. Müller 1879. Ceratodon venezuelensis ingår i släktet brännmossor, och familjen Ditrichaceae. Inga underarter finns listade i Catalogue of Life.